# Bataille de Mylae
Pour les articles homonymes, voir Bataille de Milazzo.
Première guerre punique
Batailles
- Messine
- Agrigente
- Îles Lipari
- Pointe d'Italie
- Mylae
- Sulci
- Tyndaris
- Cap Ecnome
- Adys
- Tunis
- 1re Panormus
- 2e Panormus
- Lilybée
- Drépane
- Phintias
- Drépane
- Mont Héricté
- 1re Mont Eryx
- 2e Mont Eryx
- Îles Égades

La bataille de Mylae est le deuxième affrontement naval opposant Romains et Carthaginois pendant la première guerre punique. Elle se déroule en août 260 av. J.-C. au large de Mylae, sur la côte nord de la Sicile. C'est la première grande victoire obtenue sur mer par Rome, alors que jusque-là elle passait pour n'être qu'une puissance terrestre, contrairement à Carthage. La bataille n'est pas décisive, mais elle donne confiance aux Romains quant à leurs capacités navales et leur permet de progresser vers la Sardaigne.

## Première bataille
Environ 130 bateaux carthaginois rencontrèrent la première grande flotte construite par les Romains sur le modèle d'un navire ennemi capturé commandée par le consul Caius Duilius Nepos composé d'un nombre approximativement semblable de navires.
Comme les Romains se sentaient peu assurés de la maniabilité des navires et encore moins de la technique des marins, Caius Duilius inventa une machine de guerre, le corbeau, sorte de passerelle munie de crocs qu'on abattait sur le navire adverse pour en entreprendre à moindres risques l'abordage. Ils transformaient ainsi le combat naval en une série de batailles d'infanterie où ils étaient passés maîtres.
Les Carthaginois perdirent 45 bateaux dont 30 capturés et furent vaincus. Ce fut la première victoire navale de Rome. Afin de célébrer cette bataille Caius Duilius Nepos fit édifier des colonnes rostrales sur le Forum.

## Deuxième bataille
Une deuxième bataille de Mylae eut lieu en 36 av. J.-C. opposant Agrippa à Sextus Pompée aboutissant à la victoire du premier, Sextus Pompée devant fuir vers le nord-ouest de la Sicile.

### Sources et bibliographie
- Michel Vergé-Franceschi (dir.), Jean Kessle (conseiller scientifique) et al., Dictionnaire d’Histoire maritime, Paris, éditions Robert Laffont, coll. « Bouquins », 2002, 1508 p., 2 volumes : [1] A-G – [2] H-Z. (ISBN 978-2-221-08751-0 et 978-2-221-09744-1)
- Michel Vergé-Franceschi (dir.), Dictionnaire d’histoire maritime, Paris, éditions Robert Laffont, coll. « Bouquins », 2002, 1508 p. (ISBN 2-221-08751-8 et 2-221-09744-0)
- Yann Le Bohec, L'Histoire militaire des guerres puniques, Editions du Rocher, coll. « L'Art de la Guerre », 2003, 345 p.
- Guy Le Moing, Les 600 plus grandes batailles navales de l'Histoire, Marines Éditions, 2011, 620 p.
- Adolphe-Auguste Lepotier, Marseille-Fos et le Grand Delta, éd. France-Empire, Paris 1976, p. 48-49.
- Lucien Jerphagnon, Histoire de la Rome antique : les armes et les mots : liste des empereurs et des usurpateurs, bibliographie pédagogique, index onomastique, Paris, Tallandier, coll. « Approches », 2010, 559 p. (ISBN 978-2-818-50095-8), p. 59